# Shaft rensar stan
Shaft rensar stan, engelsk originaltitel: Shaft's Big Score!, är en amerikansk film från 1972 i regi av Gordon Parks.

## Handling
Efter att en nära vän till Shaft blivit mördad i en brutal bombattack bestämmer sig Shaft för att ta reda på vem som ligger bakom. Spåren leder till höga maffiakretsar och de är Shafts värsta fiende. Men när Shaft rensar stan är han alla maffialigors värsta fiende.

## Om filmen
Filmen är inspelad i New York. Den hade världspremiär i USA den 8 juni 1972 och svensk premiär den 13 november samma år, åldersgränsen är 15 år.

## Rollista (urval)
- Richard Roundtree - John Shaft
- Moses Gunn - Bumpy Jonas
- Drew Bundini Brown - Willy
- Joseph Mascolo - Mascola
- Kathy Imrie - Rita
- Wally Taylor -  Kelly
- Rosalind Miles - Arma
- Gordon Parks - croupier (ej krediterad)
- Cihangir Gaffari - Jerry

## Musik i filmen
- Blowin' Your Mind (Theme from Shaft's Big Score!), skriven av Gordon Parks, framförd av O.C. Smith
- Don't Misunderstand, skriven av Gordon Parks, framförd av O.C. Smith
- Move On In, skriven av Gordon Parks, framförd av O.C. Smith
- Type Thang, skriven och framförd av Isaac Hayes